# Asbel Kiprop
Asbel Kipruto Kiprop (Uasin Gishu (district), 30 juni 1989) is een Keniaanse atleet, die is gespecialiseerd in de 1500 m. Hij werd driemaal wereldkampioen en eenmaal olympisch kampioen in deze discipline.

## Biografie
Kiprop woont in het dorpje Kaptinga, vlak bij Eldoret. Hij is de zoon van David Kiprop en Julia Kebenei. David is een voormalig atleet. Op achttienjarige leeftijd werd hij wereldjeugdkampioen veldlopen.
Op 10 juli 2007 liep Asbel Kiprop op een 1500 m wedstrijd in Lausanne een snelle tijd 3.41,05. Op de wereldkampioenschappen van 2007 in Osaka viste hij met een vierde plek net achter de medailles. Met een persoonlijk record van 3.35,24 finishte hij achter de Amerikaan Bernard Lagat, de Bahrein Rashid Ramzi en zijn landgenoot Shedrack Korir.
Van dit drietal was een jaar later op de Olympische Spelen in Peking slechts Rashid Ramzi hem opnieuw te snel af en die werd aanvankelijk dan ook olympisch 1500 meterkampioen in 3.32,94. Na de Spelen werd de Bahreini echter betrapt op het gebruik van doping. Hij werd uit de uitslag geschrapt, moest zijn medaille inleveren en Kiprop werd hierdoor met een tijd van 3.33,11 alsnog tot olympisch kampioen gebombardeerd.
In 2012 nam Kiprop deel aan de Olympische Spelen in Londen op de 1500 m. Met een tijd van 3:43.83 eindigde hij op een twaalfde plaats. De wereldkampioenschappen van 2013 verliepen een stuk beter voor Kiprop. Hij finishte in 3.36,28, wat snel genoeg was voor de titel. In 2015 veroverde hij voor de derde maal op rij de wereldtitel. In 2016 eindigde hij als zesde op de 1500 m bij de Olympische Spelen in Rio.

## Titels
- Olympisch kampioen 1500 m - 2008
- Wereldkampioen 1500 m - 2011, 2013, 2015
- Afrikaans kampioen 1500 m - 2010
- Wereldjeugdkampioen veldlopen 2007

## Persoonlijke records
Outdoor
| Onderdeel   | Prestatie | Datum        | Plaats |
| ----------- | --------- | ------------ | ------ |
| 800 m       | 1.43,15   | 22 juli 2011 | Monaco |
| 1500 m      | 3.26,69   | 19 juli 2013 | Monaco |
| 1 Eng. mijl | 3.48,50   | 7 juni 2009  | Eugene |
| 3000 m      | 7.42,32   | 8 juni 2007  | Turijn |

Indoor
| Onderdeel   | Prestatie | Datum            | Plaats    |
| ----------- | --------- | ---------------- | --------- |
| 800 m       | 1.47,25   | 10 februari 2010 | Stockholm |
| 1500 m      | 3.42,4    | 29 januari 2010  | New York  |
| 1 Eng. mijl | 3.58,03   | 29 januari 2010  | New York  |

## Prestaties

### Kampioenschappen
| Jaar | Wedstrijd                   | Plaats         | Resultaat | Extra              |
| ---- | --------------------------- | -------------- | --------- | ------------------ |
| 2007 | WK veldlopen                | Mombassa       | 1e        | Junioren wedstrijd |
|      | Afrikaanse Spelen           | Algiers        | 1e        | 1500 m             |
|      | WK                          | Osaka          | 4e        | 1500 m             |
| 2008 | OS                          | Peking         | 1e        | 1500 m             |
| 2009 | WK                          | Berlijn        | 4e        | 1500 m             |
|      | IAAF Continental Cup        | Split          | 6e        | 1500 m             |
| 2010 | Afrikaanse kampioenschappen | Nairobi        | 1e        | 1500 m             |
| 2011 | WK                          | Daegu          | 1e        | 1500 m             |
| 2012 | OS                          | Londen         | 12e       | 1500 m             |
| 2013 | WK                          | Moskou         | 1e        | 1500 m             |
| 2014 | IAAF Continental Cup        | Marrakesh      | 2e        | 1500 m             |
| 2015 | WK                          | Peking         | 1e        | 1500 m             |
| 2016 | OS                          | Rio de Janeiro | 6e        | 1500 m             |

### Golden League-podiumplekken
| Jaar | Wedstrijd             | Plaats      | Resultaat | Extra  | Tijd    |
| ---- | --------------------- | ----------- | --------- | ------ | ------- |
| 2008 | Golden Gala           | Rome        | 1e        | 1500 m | 3.31,64 |
|      | Meeting Gaz de France | Saint-Denis | 2e        | 1500 m | 3.32,78 |
| 2009 | Golden Gala           | Rome        | 1e        | 1500 m | 3.31,20 |
|      | Weltklasse Zürich     | Zürich      | 3e        | 1500 m | 3.34,09 |

### Diamond League-podiumplaatsen
| Jaar | Wedstrijd                       | Plaats      | Resultaat | Extra       | Tijd    |
| ---- | ------------------------------- | ----------- | --------- | ----------- | ------- |
| 2010 | Eindzege Diamond League         | nvt         |           | 1500 m      | nvt     |
|      | Qatar Athletic Super Grand Prix | Doha        | 2e        | 800 m       | 1.43,45 |
|      | Shanghai Golden Grand Prix      | Shanghai    | 2e        | 1500 m      | 3.32,22 |
|      | Bislett Games                   | Oslo        | 1e        | 1 Eng. mijl | 3.49,56 |
|      | Prefontaine Classic             | Eugene      | 1e        | 1 Eng. mijl | 3.49,75 |
|      | British Grand Prix              | Birmingham  | 1e        | 1500 m      | 3.33,34 |
|      | Memorial Van Damme              | Brussel     | 1e        | 1500 m      | 3.32,18 |
| 2011 | Qatar Athletic Super Grand Prix | Doha        | 1e        | 800 m       | 1.44,74 |
|      | Shanghai Golden Grand Prix      | Sjanghai    | 2e        | 1500 m      | 3.31,76 |
|      | Prefontaine Classic             | Eugene      | 3e        | 1 Eng. mijl | 3.49,55 |
|      | Bislett Games                   | Oslo        | 1e        | 1 Eng. mijl | 3.50,86 |
|      | Meeting Areva                   | Saint-Denis | 2e        | 1500 m      | 3.33,04 |
|      | Herculis                        | Monaco      | 2e        | 800 m       | 1.43,15 |
|      | DN Galan                        | Stockholm   | 2e        | 1500 m      | 3.34,42 |
|      | Memorial Van Damme              | Brussel     | 3e        | 800 m       | 1.44,46 |
| 2012 | Qatar Athletic Super Grand Prix | Doha        | 2e        | 1500 m      | 3.29,78 |
|      | Prefontaine Classic             | Eugene      | 1e        | 1 Eng. mijl | 3.49,40 |
|      | Bislett Games                   | Oslo        | 1e        | 1 Eng. mijl | 3.49,22 |
|      | Herculis                        | Monaco      | 1e        | 1500 m      | 3.28,88 |
| 2013 | Qatar Athletic Super Grand Prix | Doha        | 1e        | 1500 m      | 3.31,13 |
|      | Shanghai Golden Grand Prix      | Shanghai    | 1e        | 1500 m      | 3.32,39 |
|      | Prefontaine Classic             | Eugene      | 2e        | 1 Eng. mijl | 3.49,53 |
|      | Herculis                        | Monaco      | 1e        | 1500 m      | 3.27,72 |
| 2014 | Qatar Athletic Super Grand Prix | Doha        | 1e        | 1500 m      | 3.29,18 |
|      | Golden Gala                     | Rome        | 3e        | 1500 m      | 3.31,89 |
|      | Meeting Areva                   | Saint-Denis | 1e        | 800 m       | 1.43,34 |
|      | Herculis                        | Monaco      | 2e        | 1500 m      | 3.28,45 |
|      | British Grand Prix              | Birmingham  | 1e        | 1 Eng. mijl | 3.51,89 |
| 2015 | Herculis                        | Monaco      | 1e        | 1500 m      | 3.26,69 |
|      | London Grand Prix               | Londen      | 1e        | 1 Eng. mijl | 3.54,87 |
|      | Weltklasse Zürich               | Zürich      | 1e        | 1500 m      | 3.35,79 |
| 2016 | Qatar Athletic Super Grand Prix | Doha        | 1e        | 1500 m      | 3.32,15 |
|      | Prefontaine Classic             | Eugene      | 1e        | 1 Eng. mijl | 3.51,54 |
|      | Bislett Games                   | Oslo        | 1e        | 1 Eng. mijl | 3.51,48 |
|      | Sainsbury's Grand Prix          | Birmingham  | 1e        | 1500 m      | 3.29,33 |

1896: Teddy Flack ·
1900: Charles Bennett ·
1904: Jim Lightbody ·
1908: Mel Sheppard ·
1912: Arnold Jackson ·
1920: Albert Hill ·
1924: Paavo Nurmi ·
1928: Harri Larva ·
1932: Luigi Beccali ·
1936: Jack Lovelock ·
1948: Henry Eriksson ·
1952: Josy Barthel ·
1956: Ron Delany ·
1960: Herb Elliott ·
1964: Peter Snell ·
1968: Kipchoge Keino ·
1972: Pekka Vasala ·
1976: John Walker ·
1980: Sebastian Coe ·
1984: Sebastian Coe ·
1988: Peter Rono ·
1992: Fermín Cacho ·
1996: Noureddine Morceli ·
2000: Noah Ngeny ·
2004: Hicham El Guerrouj ·
2008: Asbel Kiprop ·
2012: Taoufik Makhloufi ·
2016: Matthew Centrowitz ·
2020: Jakob Ingebrigtsen ·
2024: Cole Hocker
1983 Steve Cram ·
1987 Abdi Bile ·
1991 Noureddine Morceli ·
1993 Noureddine Morceli ·
1995 Noureddine Morceli ·
1997 Hicham El Guerrouj ·
1999 Hicham El Guerrouj ·
2001 Hicham El Guerrouj ·
2003 Hicham El Guerrouj ·
2005 Rashid Ramzi ·
2007 Bernard Lagat ·
2009 Yusuf Saad Kamel ·
2011 Asbel Kiprop ·
2013 Asbel Kiprop ·
2015 Asbel Kiprop ·
2017 Elijah Manangoi ·
2019 Timothy Cheruiyot ·
2022 Jake Wightman ·
2023 Josh Kerr